# 鐵行輪船公司
鐵行輪船公司 ， 又名半島東方輪船公司或大英轮船公司，简称P&O，是一家总部位于英国伦敦的航运公司，成立于1837年。该公司已于2006年被迪拜環球港務购并。公司曾於伦敦证券交易所上市。但於2000年代先後分拆遊輪業務（英語：或）予嘉年華公司(現最大的遊輪公司)、集裝箱海運業予渣华(鐵行渣华，其後併入马士基, 現最大的集裝箱海運業公司）。

## 歷史
公司前身於1837年獲英國政府特許經營英國至印度的航線，並於1840年改組合併成Peninsular and Oriental Steam Navigation Co.。

### 出售業務與結業
1991年，鐵行出售英國菲力斯杜港的股權予李嘉诚旗下的和記黃埔（長江和記實業（主要經營非地產業務）前身），作價8,000萬英鎊，現時為英國最大港。鐵行於1987年購入菲力斯杜港的母公司European Ferries，從而取得該港的控股權。
1996年，鐵行旗下集裝箱海運業，與荷兰渣华公司，以50:50之比例合併成立合資公司鐵行渣華（英語：P&O Nedlloyd）。
2000年，旗下郵輪業務與公主郵輪合併成為上市公司P&O Princess Cruises plc，並於2003年與嘉年華公司（英語：Carnival Corporation）合併成為嘉年華公眾有限公司（英語：Carnival plc），成為最大的遊輪公司，並沿用鐵行郵輪作為品牌之一。
2004年，鐵行售出所持有的鐵行渣華50%股權予渣華, 作價£3.3億英鎊。其中50%作價為鐵行得到新成立的上市公司Royal P&O Nedlloyd的25%股份。但於一年後將餘下25%股權售予市場佔有率第一的馬士基。而馬士基並不再使用鐵行渣華作為品牌之一。
2005年，迪拜環球港務提出併購鐵行餘下的港口業務等等。及後新加坡國際港務集團加入競標，迪拜環球港務以39億英鎊勝出。 2006年2月，鐵行股東通過收購。

### 後繼機構
迪拜環球港務仍使用品牌鐵行渡輪經營渡輪業務，品牌鐵行愛爾蘭海則於2010年併入鐵行渡輪。而嘉年華公司仍經營品牌鐵行郵輪。
英國註冊的鐵行旅行社（鐵行旅遊有限公司），截至現時（2019年）仍然運作，但同名的香港公司鐵行旅遊（英語：P&O Travel Limited），早於1997年已被出售予瑞士旅業集團，成為合營公司。餘下英國、香港兩公司的股權，於2002年均由收購P&O Princess Cruises的嘉年華公司擁有。而後者於2003年出售予合營方瑞士旅業集團。

## 英國國外業務

### 香港

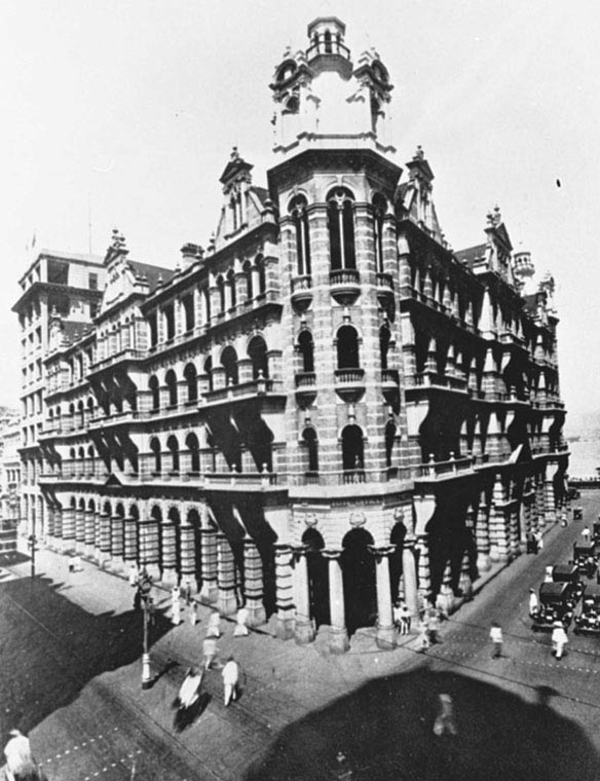
圖中向左的街道為德輔道中；向右為畢打街。前方的建築物為郵政總局，後方最左為鐵行大廈。

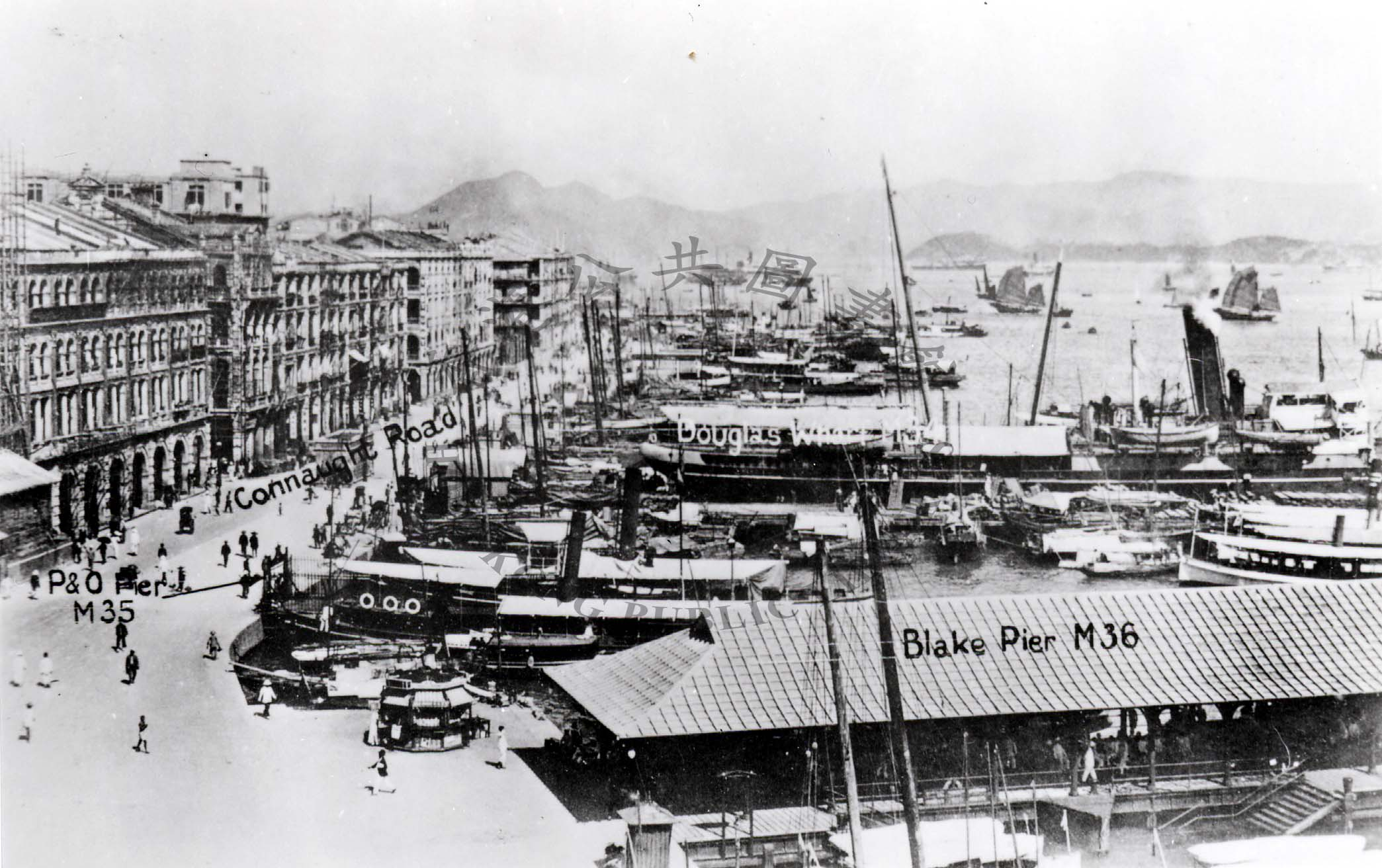
1930年代中環干諾道。可見卜公碼頭(前)鐵行碼頭(中)德忌利士碼頭(後)

1843年，公司在香港上環设立办事处，並因其办事处有鐵騎樓而被取名鐵行。1845年首次开辟了上海和香港之间的航线。1854年開始經營省港航線。並於1850年代後期拓展航點至依南京条约及天津条约開放的汕頭、廈門、福州等商埠。
1863年合資成立香港黃埔船塢公司，由鐵行代表湯馬士·修打蘭出任主席。1864年，公司在香港的总代理湯馬士·修打蘭发起成立了香港上海汇丰银行。
於1874年於上環設立鐵行貨倉、鐵行碼頭等，後出售予九龍倉集團。1881年搬遷办事处至中環租庇利街中環街市現址附近, 後於1887年左右，搬遷至中環德輔道中22號，再於1920年代，於第三代郵政總局西邊的第一塊地建成新辦事處鐵行大廈(南華早報办事处舊址)。碼頭於戰後左右消失。碼頭據1930年代的地圖位於干諾道卜公碼頭旁西邊第一座。
1965年鐵行香港分公司成立鐵行旅遊。及後易手成為勝景旅遊（現名Kuoni勝景遊）。

### 中國大陸

#### 廣州
1845年，大英輪船公司職員，蘇格蘭人約翰·柯拜被公派到廣州任公司代表，他在長洲島原有的一些土船塢的基礎上開展船舶修理業務，建立了一個石船塢，被稱為柯拜船坞，後香港黃埔船塢公司出售船坞予兩廣總督劉坤一。

#### 上海
上海設立租界後, 於外灘設立办事处。1850年歐洲至香港的航線伸延至上海為終點站。1857年之上海外灘地圖所示鐵行办事处於怡和洋行南沙遜洋行之北。後受到旗昌洋行的旗昌輪船、怡和洋行與太古洋行的競爭而只佔少部分沿海及長江航線市場。

#### 深圳
鐵行參與了蛇口集裝箱碼頭第一期與第二期的投資。鐵行泛亞持有第一期：「蛇口集裝箱碼頭有限公司」的25%股權（截至2002年）。第二期則間接持有約20%股權。2004年出售第一期2.5%股權予現代貨箱碼頭公司，同時增持第二期至22.05%。 1998年六月，現代貨箱碼頭與鐵行港口合組聯營公司，開始管理深圳蛇口集裝箱碼頭第一期。 管理業務其後因併購結束。
及後 P&O Dover (Holdings) Limited 於2006年出售業務予招商局國際，後者與現代貨箱碼頭成立合營公司重組蛇口港一至三期的權益。

#### 青島
青岛前湾集装箱码头有限责任公司成立於2000年，由青岛港务局（2003年改制为青岛港（集团）有限公司）與英国铁行港口公司合營。及後引入馬士基、中远集团作為股東。2003年當時股權分佈為青島港集團31%，鐵行集團佔29%，馬士基集團佔20%，中遠集團佔20%。該公司經營部分青岛前湾保税港区。2006年，股權隨母公司併入迪拜環球港務。

### 新加坡
因為馬士基收購鐵行渣華的所有股權，前鐵行渣華的航線，均轉用馬士基擁有30%股權的馬來半島丹戎帕拉帕斯港。此舉結束鐵行渣華與新加坡的商業關係。
鐵行的香港子公司鐵行旅遊，亦曾在1980年代，在新加坡設立分社發展業務。鐵行旅遊已於1997年出售。